# Andy Barclay
Andy Barclay (n. 10 noiembrie 1982) este un personaj fictiv. 
Ea a jucat multe roluri, cum ar fi în Chucky, fata în scaun cu rotile. 
În acest film mama sa primește o păpușă misterioasă ele neștiind ce să facă cu ea io dă nepoatei sale, Alice. 
Păpușa învață fetița la rău. 
Femeia află că păpușa este posedată de un spirit malefic, mai exact {Charles Rey Lee} un vechi prieten de familie al mamei sale. Păpușa după ce omoară pe toți membrii familie se joacă cu fata. Alice, ascunde sufletul, și așa chucky posedă fetița. O femeie blondă ce știa de chucky mai exact persoana care la învățat vraja de transferare a sufletului în alt corp, transportă păpușa din casă în casă.